# 1479
- Wikisource

| Calendário gregoriano                                                        | 1479 MCDLXXIX                                        |
| Ab urbe condita                                                              | 2232                                                 |
| Calendário arménio                                                           | 928 – 929                                            |
| Calendário bahá'í                                                            | -365 – -364                                          |
| Calendário budista                                                           | 2023                                                 |
| Calendário chinês                                                            | 4175 – 4176 Início a 23 de janeiro (aproximadamente) |
| Calendário copta                                                             | 1195 – 1196                                          |
| Calendário etíope                                                            | 1471 – 1472                                          |
| Calendários hindus - Vikram Samvat - Calendário nacional indiano - Cáli Iuga | 1534 – 1535 1400 – 1401 4579 – 4580                  |
| Calendário Holoceno                                                          | 11479                                                |
| Calendário islâmico                                                          | 884 – 885                                            |
| Calendário judaico                                                           | 5239 – 5240                                          |
| Calendário persa                                                             | 857 – 858                                            |
| Calendário rúnico                                                            | 1729                                                 |
| Calendário solar tailandês                                                   | 2022                                                 |

1479 (MCDLXXIX, na numeração romana) foi um ano comum do século XV do Calendário Juliano, da Era de Cristo, a sua letra dominical foi C (52 semanas), teve início a uma sexta-feira e terminou também a uma sexta-feira.
| Ano completo                       |
| ---------------------------------- |
| Ano comum com início à sexta-feira |

## Eventos
- 20 de Janeiro - Fernando II torna-se rei de Aragão e passa a reinar em conjunto com a sua mulher Isabel I de Castela a maior parte da Península Ibérica.
- 6 e 8 de Março - Assinado e ratificado o Tratado de Alcáçovas pelo qual D. Afonso V e seu filho D. João II aceitam a partilha das terras do Atlântico, pelo paralelo das Canárias com os espanhóis Reis Católicos, ao mesmo tempo que defendia os direitos de Portugal no mundo africano. Por sua vez, o monarca português abandonava definitivamente qualquer pretensão sobre as Canárias.
- Dissolução do Condado palatino de Cefalônia e Zacinto, dividido entre a República de Veneza e o Império Otomano.
- União de Aragão e Castela sob Fernando e Isabela, a origem do estado espanhol.[1]
- Universidade de Copenhaga fundada.[2][3]

## Nascimentos
- Maturin Cordier.
- Lisa Gherardini.
- Joana de Castela.

## Mortes
- 20 de Janeiro - Rei João II de Aragão.